# Duimvleugel
De duimvleugel of alula (meervoud: alulae) is een klein vingerkootje (feitelijk de duim) met daarop drie tot vijf korte veertjes, zichtbaar op de buitenrand van de vleugel (zie afbeelding hieronder)l. Het woord alula betekent vleugeltje. Dit gewricht wordt ook aangetroffen bij sommige (uitgestorven) dinosauriërs. 
| Typen veren van de vleugel | Typen veren van de vleugel |
| -------------------------- | --- |
|                            | 1 = handpennen 2 = handdekveren 3 = duimvleugel 4 = armpennen 5 = grote dekveren 6 = middelste dekveren 7 = kleine dekveren 8 = tertials (elleboogpennen) 9 = schouder (-veren) |